# Simning vid olympiska sommarspelen 1976
Simningen vid olympiska sommarspelen 1976 i Montréal bestod av 26 grenar, 13 för män och 13 för kvinnor, och hölls mellan den 18 och 25 juli 1976 i Piscine olympique (Olympiska bassängen). Antalet deltagare var 471 tävlande från 51 länder.

## Medaljfördelning
| Pl. | Nation         | Guld | Silver | Brons | Totalt |
| --- | -------------- | ---- | ------ | ----- | ------ |
| 1   | USA            | 13   | 14     | 7     | 34     |
| 2   | Östtyskland    | 11   | 6      | 2     | 19     |
| 3   | Sovjetunionen  | 1    | 3      | 5     | 9      |
| 4   | Storbritannien | 1    | 1      | 1     | 3      |
| 5   | Kanada         | 0    | 2      | 6     | 8      |
| 6   | Nederländerna  | 0    | 0      | 2     | 2      |
| 6   | Västtyskland   | 0    | 0      | 2     | 2      |
| 8   | Australien     | 0    | 0      | 1     | 1      |

## Medaljörer

### Damer
| Gren                         | Guld                                                                    | Silver                                                                 | Brons                                                      |
| 100 m frisim Detaljer...     | Kornelia Ender Östtyskland                                              | Petra Priemer Östtyskland                                              | Enith Brigitha Nederländerna                               |
| 200 m frisim Detaljer...     | Kornelia Ender Östtyskland                                              | Shirley Babashoff USA                                                  | Enith Brigitha Nederländerna                               |
| 400 m frisim Detaljer...     | Petra Thümer Östtyskland                                                | Shirley Babashoff USA                                                  | Shannon Smith Kanada                                       |
| 800 m frisim Detaljer...     | Petra Thümer Östtyskland                                                | Shirley Babashoff USA                                                  | Wendy Weinberg USA                                         |
| 100 m ryggsim Detaljer...    | Ulrike Richter Östtyskland                                              | Birgit Treiber Östtyskland                                             | Nancy Garapick Kanada                                      |
| 200 m ryggsim Detaljer...    | Ulrike Richter Östtyskland                                              | Birgit Treiber Östtyskland                                             | Nancy Garapick Kanada                                      |
| 100 m bröstsim Detaljer...   | Hannelore Anke Östtyskland                                              | Ljubov Rusanova Sovjetunionen                                          | Marina Kosjevaja Sovjetunionen                             |
| 200 m bröstsim Detaljer...   | Marina Kosjevaja Sovjetunionen                                          | Maryna Jurtjenja Sovjetunionen                                         | Ljubov Rusanova Sovjetunionen                              |
| 100 m fjäril Detaljer...     | Kornelia Ender Östtyskland                                              | Andrea Pollack Östtyskland                                             | Wendy Boglioli USA                                         |
| 200 m fjäril Detaljer...     | Andrea Pollack Östtyskland                                              | Ulrike Tauber Östtyskland                                              | Rosemarie Gabriel Östtyskland                              |
| 400 m medley Detaljer...     | Ulrike Tauber Östtyskland                                               | Cheryl Gibson Kanada                                                   | Becky Smith Kanada                                         |
| 4 x 100 m frisim Detaljer... | USA Kim Peyton Jill Sterkel Shirley Babashoff Wendy Boglioli            | Östtyskland Petra Priemer Kornelia Ender Claudia Hempel Andrea Pollack | Kanada Becky Smith Gail Amundrud Barbara Clark Anne Jardin |
| 4 x 100 m medley Detaljer... | Östtyskland Ulrike Richter Hannelore Anke Kornelia Ender Andrea Pollack | USA Camille Wright Shirley Babashoff Linda Jezek Lauri Siering         | Kanada Susan Sloan Robin Corsiglia Wendy Hogg Anne Jardin  |

### Herrar
| Gren                         | Guld                                                    | Silver                                                                          | Brons                                                                   |
| 100 m frisim Detaljer...     | Jim Montgomery USA                                      | Jack Babashoff USA                                                              | Peter Nocke Västtyskland                                                |
| 200 m frisim Detaljer...     | Bruce Furniss USA                                       | John Naber USA                                                                  | Jim Montgomery USA                                                      |
| 400 m frisim Detaljer...     | Brian Goodell USA                                       | Tim Shaw USA                                                                    | Volodymyr Raskatov Sovjetunionen                                        |
| 1500 m frisim Detaljer...    | Brian Goodell USA                                       | Bobby Hackett USA                                                               | Stephen Holland Australien                                              |
| 100 m ryggsim Detaljer...    | John Naber USA                                          | Peter Rocca USA                                                                 | Roland Matthes Östtyskland                                              |
| 200 m ryggsim Detaljer...    | John Naber USA                                          | Peter Rocca USA                                                                 | Dan Harrigan USA                                                        |
| 100 m bröstsim Detaljer...   | John Hencken USA                                        | David Wilkie Storbritannien                                                     | Arvidas Juozaitis Sovjetunionen                                         |
| 200 m bröstsim Detaljer...   | David Wilkie Storbritannien                             | John Hencken USA                                                                | Rick Colella USA                                                        |
| 100 m fjäril Detaljer...     | Matt Vogel USA                                          | Joe Bottom USA                                                                  | Gary Hall USA                                                           |
| 200 m fjäril Detaljer...     | Mike Bruner USA                                         | Steve Gregg USA                                                                 | Bill Forrester USA                                                      |
| 400 m medley Detaljer...     | Rod Strachan USA                                        | Tim McKee USA                                                                   | Andrej Smirnov Sovjetunionen                                            |
| 4 x 200 m frisim Detaljer... | USA John Naber Mike Bruner Bruce Furniss Jim Montgomery | Sovjetunionen Volodymyr Raskatov Andrej Bogdanov Sergej Kopljakov Andrej Krylov | Storbritannien Alan McClatchey Brian Brinkley Gordon Downie David Dunne |
| 4 x 100 m medley Detaljer... | USA John Naber John Hencken Matt Vogel Jim Montgomery   | Kanada Stephen Pickell Graham Smith Clay Evans Gary MacDonald                   | Västtyskland Klaus Steinbach Michael Kraus Walter Kusch Peter Nocke     |